# Появис, Андрюс
Андрюс Появис (лит. Andrius Pojavis, род. 25 ноября 1983 года в Юрбаркасе, Таурагский уезд, Литва) — литовский поп-рок исполнитель, представитель Литвы на конкурсе песни Евровидение 2013.

## Биография
Родился в 1983 году в городе Юрбаркас на западе Литвы. Начал петь с детства; в частности, был в составе школьной рок-группы «No Hero», а после переезда в Вильнюс выступал в составе других музыкальных коллективов. В 2012 году выпустил дебютный альбом «Aštuoni». Сингл «Traukiniai», также выпущенный в 2012 году, вошёл в Топ-20 местного чарта. С недавнего времени живёт также в Италии.
20 декабря 2012 года певец стал победителем литовского отборочного этапа музыкального конкурса «Евровидение», исполнив песню «Something». Это дало Андрюсу возможность представить свою страну на конкурсе, который состоялся в Мальмё (Швеция) в 2013 году.